# Хау, Флорентин Сулуй Хаджанг
Флорентин Сулуй Хаджанг Хау (индон.  Florentinus Sului Hajang Hau MSF  , 11 декабря 1948 года, Теринг, Индонезия — 18 июля 2013 год, Джакарта, Индонезия) — католический прелат, первый архиепископ Самаринды с 5 апреля 1993 года по 18 июля 2013 года, член монашеской конгрегации «Миссионеры Святого Семейства».

## Биография
Флорентин Сулуй Хаджанг Хау родился 11 декабря 1948 года в католической семье Петра Хаджанг Хау и Елизаветы Пинанг Муват. Был крещён 3 апреля 1958 года. С 1962 года учился в средней школе в Самаринде, по окончании которой поступил в семинарию святого Иосифа, по окончании которой продолжил богословское образование в Джакарте, где он вступил в миссионерскую монашескую конгрегацию «Миссионеры Святого Семейства». 16 февраля 1976 года Флорентин Сулуй Хаджанг Хау был рукоположён в священника в монашеской конгрегации «Миссионеры Святейшего Сердца Иисуса», после чего его отправили на миссию в район Кутай Барат, где он пробыл четыре года. В 1980 году его перевели в Самаринду. С начала 1990 года Флорентин Сулуй Хаджанг Хау был секретарём епископа Самаринды Михаэля Корнелиса Команса.
5 апреля 1993 года Римский папа Павел VI назначил Флорентина Сулуя Хаджанга Хау епископом Самаринды. 21 ноября 1993 года состоялось рукоположение Флорентина Сулуя Хаджанга Хау в епископа, которое совершил епископ Палангкараи Юлий Адоизий Хусин в сослужении с архиепископом Понтианака Иеронимом Геркуланусом Бумбуном и апостольским викарием Банджармасина Гийомом Жаном Демарто.
29 января 2003 года епархия Самаринды была преобразована в архиепархию и Флорентин Сулуй Хаджанг Хау стал первым её архиепископом.
Скончался 18 июля 2013 года в городе Джакарта.